# Arisemus hexadactylus
Arisemus hexadactylus är en tvåvingeart som beskrevs av Lazar Botosaneanu och Vaillant 1970. Arisemus hexadactylus ingår i släktet Arisemus och familjen fjärilsmyggor. Inga underarter finns listade i Catalogue of Life.